# Неттлау, Макс

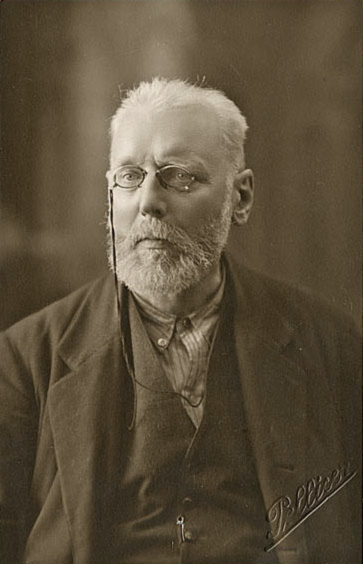
Макс Неттлау

Макс Неттлау (нем. Max Nettlau; 30 апреля 1865 — 23 июля 1944) — немецкий анархист и историк анархизма.

## Биография
Родился в пригороде Вены, в 1882 году поступил в Берлинский университет на факультет филологии, в 1885 г. переехал в Лондон для написания докторской диссертации по валлийскому языку. Там он присоединился к Социалистической лиге, где познакомился с редактором печатного органа этой организации Уильямом Моррисом, с которым в дальнейшем сотрудничал. Тогда же он познакомился с такими видными анархистами, как Эррико Малатеста и Пётр Кропоткин, с которыми всю последующую жизнь поддерживал отношения и вёл переписку.
В июле 1889 г. присутствовал в качестве делегата на учредительном съезде Социалистического интернационала.
С 1938 года жил в Амстердаме, где работал архивариусом в Институте социальной истории. Умер в 1944 году от рака желудка, так и не подвергнувшись преследованиям со стороны нацистов. Собранный Неттлау крупный архив хранится в Амстердамском институте социальной истории.

## Произведения
Первые свои статьи начал публиковать в 1888 году, под редакцией Морриса. В 1895 году опубликовал первый том Собрания Сочинений Бакунина "Oeuvres". С 1911 г. он также публиковался в журнале «Архив истории социализма в рабочем движении». Впоследствии стал автором биографий Михаила Бакунина, Элизе Реклю и Эррико Малатесты. Значительную часть жизни Неттлау посвятил разбору и изучению архивов известных анархистов. Большой известностью пользуются его «Очерки по истории анархических идей» (1931).